# Luc Simard
Luc Simard (né le 29 juillet 1950 à Granby, dans la province de Québec au Canada) est un joueur professionnel de hockey sur glace. Il a évolué dans plusieurs ligues où il a été champion marqueur.

## Carrière junior
Luc Simard commence sa carrière junior dans la Ligue de hockey junior A du Québec avec les Maple Leafs de Trois-Rivières. En 1969-1970, il joue dans la première saison de la Ligue de hockey junior majeur du Québec avec les Ducs de Trois-Rivières. Il est le meneur de son équipe avec une fiche de 90 buts et 84 passes pour 174 points. Il termine au deuxième rang des meilleurs buteurs de la ligue derrière Guy Lafleur. Il est également le troisième meilleur passeur et le joueur qui a connu le plus de matchs de 4 points, et ce, devant Guy Lafleur. Il connait aussi durant cette saison, 5 soirées de 6 points. Le 22 janvier 1970, il marque 5 buts dans une victoire des Ducs de 7 à 5 contre les Bruins de Shawinigan. C'est également durant cette saison qu'il connait une séquence de 52 parties consécutives avec au moins un point. Il détient ce record de la LHJMQ durant 14 ans et est détrôné par Mario Lemieux, des Voisins de Laval, lors la saison 1983-1984. Simard établit aussi 6 records en une saison pour la franchise trifluvienne. Il est nommé dans la 1re équipe d’étoiles de la LHJMQ et remporte le trophée Jean-Béliveau comme champion compteur avec 174 points. Avec les Ducs, il a évolué avec Denis Herron et Richard Leduc, deux futurs joueurs de la LNH.

## Carrière professionnelle
Au repêchage amateur de 1970 de la Ligue nationale de hockey, il est sélectionné au 64e rang, au 5e tour par les Maple Leafs de Toronto.
Il commence sa carrière avec les Rockets de Jacksonville dans l'Eastern Hockey League. Il ne joue que 13 matchs avec cette équipe. Durant la même année, il porte également l'uniforme des Oak Leafs de Des Moines dans la Ligue internationale de hockey, jouant dans 18 parties.
Durant la saison 1972-1973, il évolue dans la Western Hockey League avec les Spurs de Denver. Il joue toutefois la majorité de cette saison avec les Cubs de Cape Cod dans l'Eastern Hockey League. Il est le meilleur marqueur de son équipe avec une production de 68 buts et 56 passes pour 124 points. Il est le meilleur buteur et le troisième meilleur pointeur de la ligue.
Lors de la saison 1973-1974, les Cubs changent de ligue et évoluent dans la North American Hockey League. Simard est encore un attaquant dominant et termine premier marqueur de ligue avec 67 buts et 123 points. Il détiendra le record du plus grand nombre de point en une saison jusqu'en 1976, alors que Joe Hardy marquera 208 points. L’année suivante, Simard évolue dans la Ligue américaine de hockey avec les Eagles de Syracuse. Il produit 50 points en 74 parties. Il ne joue qu’une saison dans la LAH car il retourne à Cape Cod avec les Cape Codders dans la NAHL en 1975. Il ne reste pas longtemps là-bas, seulement le temps de 10 parties. Son contrat est racheté par les Jaros de la Beauce, une équipe de sa province natale. Il connaît la meilleure saison de sa carrière professionnelle avec 73 buts et 149 points. Il est le troisième meilleur buteur et le quatrième meilleur pointeur de la ligue. Il devient le troisième capitaine des Jaros en mars 1976 après le départ de Peter Folco pour les Toros de Toronto. Après l'élimination de son équipe en finale de la Coupe Lockhart face aux Firebirds de Philadelphie, il prend sa retraite du hockey professionnel.

## Statistiques
| Saison    | Équipe                        | Ligue |    | Saison régulière | Saison régulière | Saison régulière | Saison régulière | Saison régulière |    | Séries éliminatoires | Séries éliminatoires | Séries éliminatoires | Séries éliminatoires | Séries éliminatoires |
| Saison    | Équipe                        | Ligue | PJ | B                | A                | Pts              | Pun              | PJ               | B  | A                    | Pts                  | Pun                  |                      |                      |
| 1968-1969 | Maple Leafs de Trois-Rivières | LHJAQ |    | 35               | 53               | 88               | 0                |                  |    |                      |                      |                      |                      |                      |
| 1969-1970 | Ducs de Trois-Rivières        | LHJMQ | 56 | 90               | 84               | 174              | 76               | -                | -  | -                    | -                    | -                    |                      |                      |
| 1970-1971 | Rockets de Jacksonville       | EHL   | 13 | 2                | 6                | 8                | 54               | -                | -  | -                    | -                    | -                    |                      |                      |
| 1970-1971 | Oak Leafs de Des Moines       | LIH   | 18 | 12               | 7                | 19               | 2                | -                | -  | -                    | -                    | -                    |                      |                      |
| 1972-1973 | Cubs du cap Cod               | EHL   | 75 | 68               | 56               | 124              | 42               | 8                | 4  | 6                    | 10                   | 2                    |                      |                      |
| 1972-1973 | Spurs de Denver               | WHL   | 6  | 0                | 0                | 0                | 0                | 3                | 2  | 0                    | 2                    | 0                    |                      |                      |
| 1973-1974 | Cubs du cap Cod               | NAHL  | 74 | 67               | 56               | 123              | 25               | 14               | 11 | 4                    | 15                   | 2                    |                      |                      |
| 1974-1975 | Eagles de Syracuse            | LAH   | 74 | 14               | 36               | 50               | 8                | 1                | 1  | 0                    | 1                    | 2                    |                      |                      |
| 1975-1976 | Cape Codders                  | NAHL  | 10 | 8                | 5                | 13               | 0                | -                | -  | -                    | -                    | -                    |                      |                      |
| 1975-1976 | Jaros de la Beauce            | NAHL  | 60 | 65               | 71               | 136              | 8                | 14               | 12 | 19                   | 31                   | 10                   |                      |                      |

## Trophées et recompenses
En 1970, il remporte le trophée Jean-Béliveau remis au meilleur compteur de la Ligue de hockey junior majeur du Québec . Il est nommé dans la première équipe d'étoiles de la LHJMQ en 1970. Il remporte le trophée Lanny-Gagnon remis au joueur ayant le meilleur esprit sportif dans la NAHL pour la saison 1975-1976. Il est nommé dans la deuxième équipe d'étoiles de la NAHL en 1976.